# Perizoma jenischi
Perizoma jenischi är en fjärilsart som beskrevs av C.Schneider 1933. Perizoma jenischi ingår i släktet Perizoma och familjen mätare. Inga underarter finns listade i Catalogue of Life.